# Pianosonate nr. 9 (Mozart)
Pianosonate nr. 9 in D majeur, KV 311, is een pianosonate van Wolfgang Amadeus Mozart. Hij schreef het stuk, dat circa 16 minuten duurt, in 1777.

## Onderdelen
De sonate bestaat uit drie delen:
- I Allegro con spirito
- II Andantino con espressione
- III Rondo: allegro

### Allegro con spirito
Dit is het eerste deel van de sonate. Het begint met een vrolijke melodie, die overgaat in een snel deel met zestiende noten. Dit deel wordt afgesloten met vier akkoorden, en gaat snel over in het tweede thema. Een gedeelte van het tweede thema wordt in mineur herhaald, waarna het stuk weer naar het originele thema gaat en eindigt. Het heeft een 4/4-maat.

### Andantino con espressione
Dit is het tweede deel van de sonate. Het stuk heeft een 2/4-maat en staat in G majeur.

### Rondo: allegro
Dit is het derde en laatste deel van de sonate. Het stuk begint met het eerste thema. Nadat het tweede thema voorbij is, wordt het eerste thema in mineur herhaald. Uiteindelijk komt het stuk weer in majeur, waar het eindigt. Het heeft een 6/8-maat.